# Lattide
Il lattide è  l'estere ciclico dell'acido lattico, cioè l'acido 2-idrossipropionico. L'acido lattico non può formare un lattone intramolecolarmente come fanno altri idrossiacidi perché l'ossidrile è troppo vicino al gruppo carbossilico e formerebbe un ciclo a tre. Invece, l'acido lattico forma un dimero, che è simile a un 5-idrossiacido. Il dimero contiene un gruppo ossidrile ad una distanza conveniente dal gruppo carbossilico per la formazione di un lattone. Infatti, il dimero forma rapidamente un diestere ciclico a sei membri conosciuto come lattide. Il lattide può essere preparato riscaldando l'acido lattico in presenza di un catalizzatore acido.
In generale, un lattide è diestere ciclico, cioè il di-lattone di due molecole di qualsiasi acido 2-idrossicarbossilico.

## Stereochimica
L'acido lattico è chirale; esiste quindi in due forme enantiomeriche,R ed S. Così, il lattide formato da due equivalenti di acido lattico contiene due stereocentri. Tre differenti stereoisomeri del lattide sono noti:

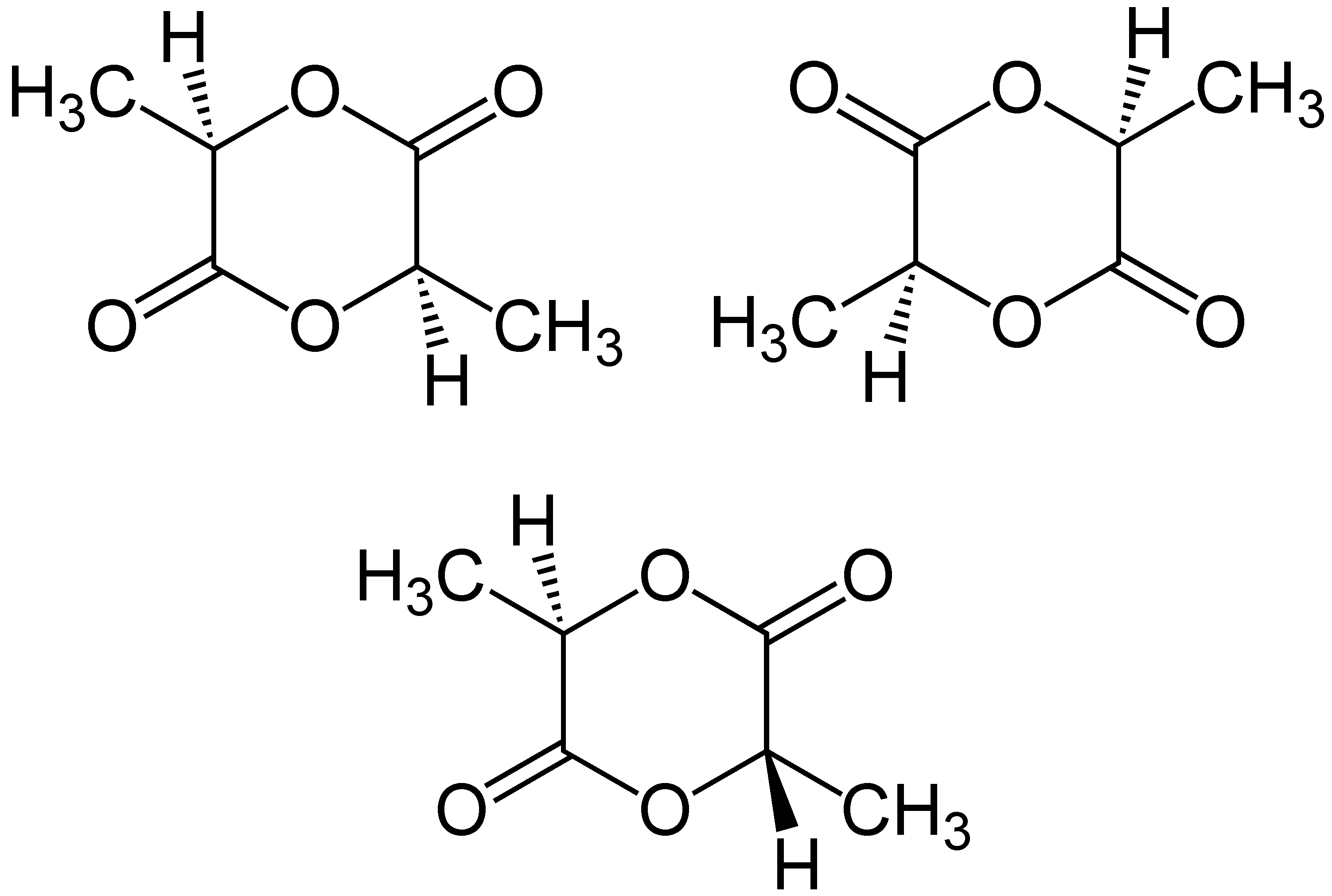
(R,R)-lattide (in alto a sinistra), (S,S)-lattide (in alto a destra)
e il meso-lattide (sotto)

## Polimerizzazione
Un lattide può essere polimerizzato in acido polilattico (polilattide) utilizzando opportuni catalizzatori, con sterecontrollo sindiotattico o eterotattico, per dare materiali con molte proprietà utili: